# Raúl Biord Castillo
Raúl Biord Castillo (Caracas, 23 ottobre 1962) è un arcivescovo cattolico venezuelano, dal 28 giugno 2024 arcivescovo metropolita di Caracas.

## Biografia

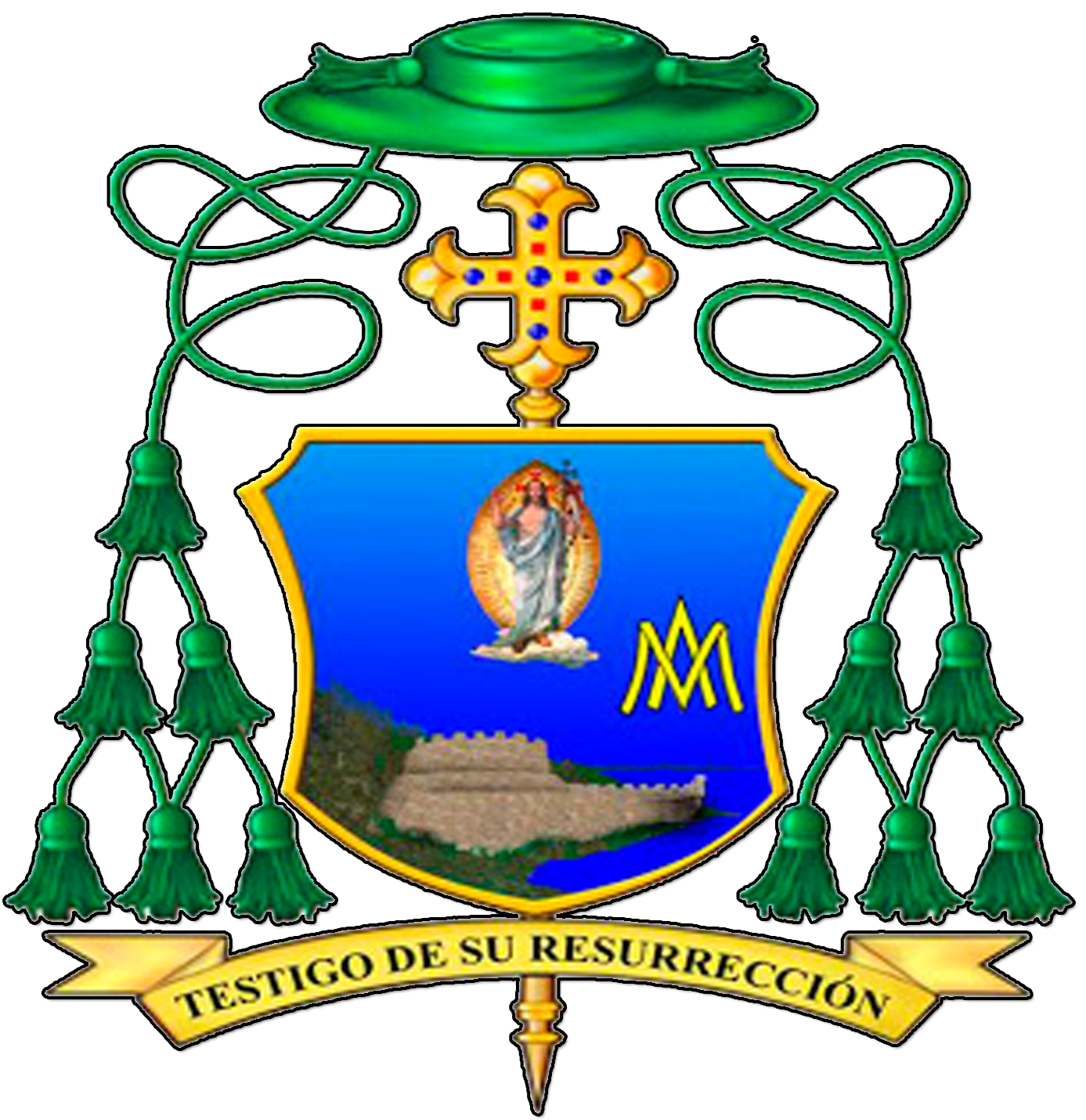
Stemma da vescovo

### Formazione e ministero sacerdotale
Dopo aver frequentato il seminario, è stato ordinato presbitero il 15 luglio 1989 dal cardinale Rosalio José Castillo Lara.

### Ministero episcopale
Il 30 novembre 2013 papa Francesco lo ha nominato vescovo di La Guaira.
Ha ricevuto la consacrazione episcopale l'8 febbraio 2014 dal futuro cardinale Baltazar Enrique Porras Cardozo, co-consacranti l'arcivescovo metropolita di Caracas, il cardinale Jorge Liberato Urosa Savino, e quello di Cumaná, Diego Rafael Padrón Sánchez, anch'egli futuro cardinale. 
Il 28 giugno 2024 papa Francesco lo ha promosso arcivescovo metropolita di Caracas. Il 24 agosto successivo ha preso possesso dell'arcidiocesi.

## Genealogia episcopale
La genealogia episcopale è:
- Cardinale Scipione Rebiba
- Cardinale Giulio Antonio Santori
- Cardinale Girolamo Bernerio, O.P.
- Arcivescovo Galeazzo Sanvitale
- Cardinale Ludovico Ludovisi
- Cardinale Luigi Caetani
- Cardinale Ulderico Carpegna
- Cardinale Paluzzo Paluzzi Altieri degli Albertoni
- Papa Benedetto XIII
- Papa Benedetto XIV
- Papa Clemente XIII
- Cardinale Marcantonio Colonna
- Cardinale Giacinto Sigismondo Gerdil, B.
- Cardinale Giulio Maria della Somaglia
- Cardinale Carlo Odescalchi, S.I.
- Cardinale Costantino Patrizi Naro
- Cardinale Lucido Maria Parocchi
- Papa Pio X
- Papa Benedetto XV
- Papa Pio XII
- Cardinale Eugène Tisserant
- Arcivescovo Raffaele Forni
- Cardinale José Alí Lebrún Moratinos
- Cardinale Baltazar Enrique Porras Cardozo
- Arcivescovo Raúl Biord Castillo, S.D.B.